# Ivaň, Brno-venkov
Ivaň là một làng thuộc huyện Brno-venkov, vùng Jihomoravský, Cộng hòa Séc.